# Umbrella Man

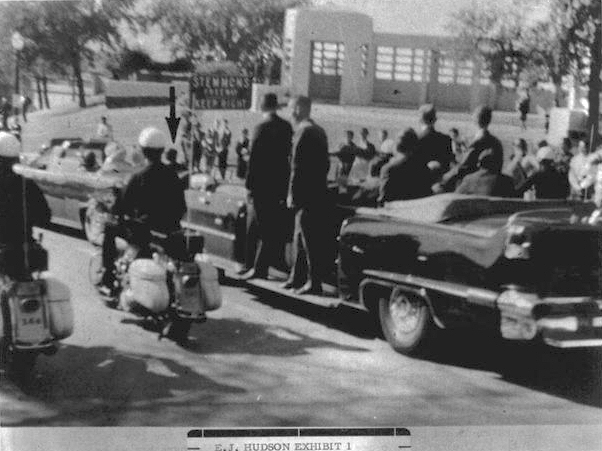
„Umbrella Man” z uniesionym parasolem, widoczny przy strzałce w trakcie przejazdu prezydenckiej kawalkady tuż przed zamachem

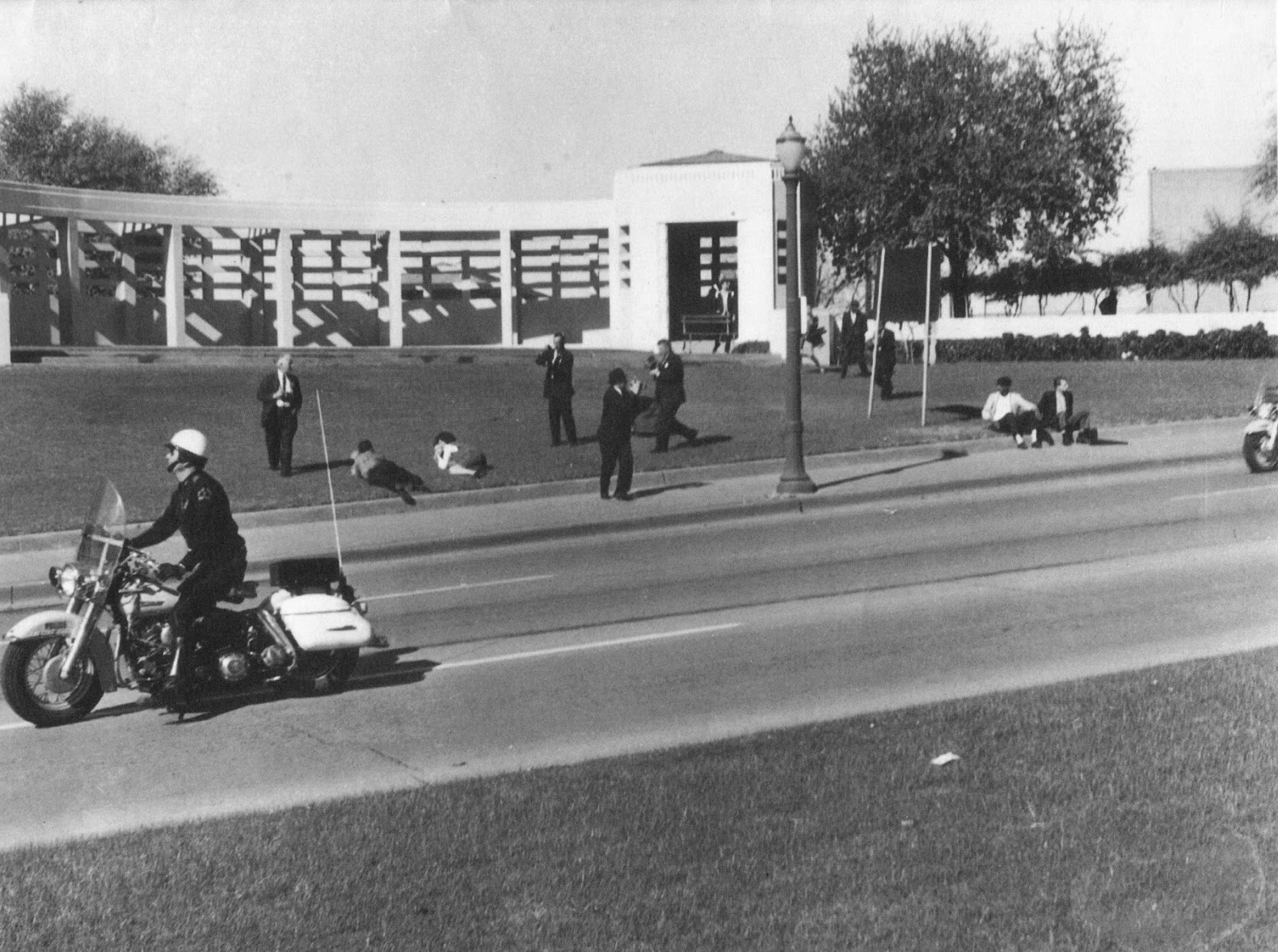
Fotografia wykonana na Dealey Plaza w Dallas tuż po zamachu na Kennedy’ego. „Umbrella Man” siedzi na chodniku ubrany w czarną marynarkę; obok niego widoczny jest Dark Complected Man

Umbrella Man – imię początkowo nieznanego naocznego świadka zamachu na prezydenta Stanów Zjednoczonych Johna F. Kennedy’ego na Dealey Plaza w Dallas 22 listopada 1963 roku, widocznego z czarnym parasolem w filmie Zaprudera, a także na innych filmach i fotografiach. Mężczyzna pomimo bezchmurnego nieba i deszczu, otworzył parasol i pomachał nim nad głową gdy zbliżała się limuzyna prezydenta SS-100-X, na krótko przed oddaniem śmiertelnych strzałów.

## Spekulacje
Spekuluje się, że „Umbrella Man” dał sygnał do strzelania z trawiastego pagórka na Dealey Plaza. Teoria ta została podjęta w filmie JFK (1991), w reżyserii Olivera Stone’a, również w odcinku „Wspomnienia Palacza” (1996) z serialu telewizyjnego Z Archiwum X (sezon 4, odcinek 7). Inna teoria sugerowała, że „Umbrella Man” wystrzelił ze swojego parasola pocisk ze środkiem uspokajającym w Kennedy’ego, aby ten spowolnił swoje ruchy i tym samym stał się łatwiejszym celem dla zamachowca/zamachowców.

## Identyfikacja
W 1978 roku Komisja Śledcza Izby Reprezentantów do Spraw Zabójstw (HSCA) badająca zamach na Kennedy’ego, zwróciła się z apelem do opinii publicznej o zidentyfikowanie człowieka z parasolem. Do komisji zgłosił się Louie Steven Witt (ur. 20 października 1924 w Rockwall, Teksas), który stwierdził, że „Umbrella Man” to on, nie wiedział, że był obiektem kontrowersji i że nadal ma parasol którego użył 15 lat wcześniej. Witt zeznając przed komisją powiedział, że swoim parasolem chciał nastraszyć prezydenta Kennedy’ego, którego ojciec Joseph był zwolennikiem brytyjskiego premiera Neville’a Chamberlaina i jego polityki appeasementu wobec nazistowskich Niemiec i faszystowskich Włoch przed II wojną światową. Chamberlain był nazywany „Umbrella Man”, ponieważ często nosił parasol i zawsze był pokazywany z parasolem w kreskówkach. John F. Kennedy musiał znać parasol jako symbol polityki ustępstw Chamberlaina, ponieważ jego praca magisterska Why England Slept na Uniwersytecie Harvarda dotyczyła tego tematu. 

Zapytany przez komisję, Witt powiedział: 

Myślę, że gdyby Księga rekordów Guinnessa miała kategorię dla ludzi, którzy znaleźli się w niewłaściwym miejscu w niewłaściwym czasie i zrobili coś złego, to byłbym numerem 1 w tej kategorii, daleko przed zdobywcą drugiego miejsca.

 W 2011 roku Errol Morris wyreżyserował dla The New York Timesa krótki film dokumentalny zatytułowany The Umbrella Man. Louie Steven Witt zmarł 17 listopada 2014 roku w Dallas w wieku 90 lat.